# 高橋信之 (ラグビー選手)
高橋 信之（たかはし のぶひさ、1998年9月2日 - ）は、ジャパンラグビーリーグワン豊田自動織機シャトルズ愛知に所属するラグビー選手。

## プロフィール
- 三重県出身[1]。
- ポジションはプロップ(PR)。
- 身長は180cm、体重は107kg。
- ニックネームはゴリ。

## 来歴
ラグビーを始めたきっかけは中学校の先生に誘われたことから。
2017年、朝明高校卒業後、豊田自動織機シャトルズ(現・豊田自動織機シャトルズ愛知)に加入。なお、朝明高校時代には花園に出場したことがある。